# Victor Zanella
Víctor Manuel Zanella Huerta (Irapuato, 30 de mayo de 1990) es Licenciado en Administración Pública por la Universidad de Guanajuato, Maestría en Administración de Negocios por la Universidad Incarnate Word campus Irapuato, Guanajuato. y político mexicano, miembro del Partido Acción Nacional (PAN) desde el 2009.
Desde 2018 es diputado local por el Distrito XII en el estado de Guanajuato, electo por el principio de mayoría relativa dentro de la LXIV Legislatura del Congreso del Estado de Guanajuato, donde es presidente de la Comisión de Hacienda y Fiscalización y es secretario de la Comisión de Juventud y Deporte. Fue integrante regidor del H. Ayuntamiento de la Administración 2015-2018 del Municipio de Irapuato.

## Infancia y vida personal
Nació en Irapuato, Guanajuato, el 30 de mayo de 1990. Es el primer hijo de Víctor Zanella Berra e Hilda Huerta Mendoza, su hermana Dora Hilda Zanella Huerta.

## Preparación y vida profesional
Realizó sus estudios de educación Primaria en la escuela Constituyentes de 1857, así como sus estudios de Secundaria en la Escuela Secundaría Técnica #5. Los estudios de Preparatoria en la Escuela de Nivel Medio Superior de Irapuato.
Estudió la carrera de Administración Pública en la Universidad de Guanajuato Campus León, destacándose por su participación social y política estudiantil. Cuenta con una Maestría en Administración de Negocios (MBA) avalada por The University of the Incarnate Word en la ciudad de San Antonio Tx.

## Trayectoria política
Su inicio en el ámbito político fue con el Partido Acción Nacional (PAN) en el año 2009, siendo secretario municipal de Acción Juvenil Irapuato, así mismo, años más tarde se desempeñó como coordinador de relaciones internacionales de la Secretaría Nacional de Acción Juvenil. Actualmente es Consejero Estatal del PAN Guanajuato. Dentro de su trayectoria política destaca el haber sido regidor del H. Ayuntamiento en el municipio de Irapuato.
Actualmente desempeña su papel como diputado local por el Distrito XII con cabecera en Irapuato. Electo por el principio de mayoría relativa, integrante del Grupo Parlamentario del PAN  2018 - Actual. 
Ha destacado su participación como diputado local, en la presentación de iniciativas.
(2018 - Actual) Diputado local Distrito XII de la LXIV Legislatura del Congreso del Estado de Guanajuato. 
(2018- Actual) Vicecoordinador de comunicación del Grupo Parlamentario del PAN.
(2021- Actual) Presidente de la Comisión de Hacienda y Fiscalización.
(2021- Actual) Secretario de la Comisión de Juventud y Deporte. 
(2021- Actual) Vocal de la Comisión de Asuntos Municipales.
(2018- Actual) Vocal de la Comisión de Desarrollo Económico y Social.
(2018- 2021) Vocal de la Comisión de Hacienda y Fiscalización. 
((2018) Secretario de la Mesa Directiva del Congreso en el Primer Periodo Ordinario del Primer Año del Ejercicio Constitucional.
(2015- 2018) Regidor del Ayuntamiento de Irapuato Coordinador de la Fracción del PAN en el Ayuntamiento.
(2017- 2018) Presidente de la Comisión de Hacienda, Patrimonio y Cuenta Pública. 
(2015 - 2018) Presidente de la Comisión Técnica Especializada para Concesionar el Servicio Público de Recolección y Traslado de Residuos Sólidos Urbanos No Peligrosos. 
(2017) Presidente de la Comisión Técnica Especializada en el Servicio Público de Limpia y Recolección en lo relativo al Barrido Manual. 
(2015 - 2018) Secretario de la Comisión de Seguridad Pública y Gobierno. 
(2017 - 2018) Secretario de la Comisión de Desarrollo Urbano.
(2015 - 2017) Secretario de la Comisión de Obras y Servicios Públicos.
(2017-2018) Integrante del Fideicomiso del Centro Regional Expositor y de Negocios - Ficerine.
(2017- 2018) Consejero de la Junta de Agua Potable y Alcantarillado del Municipio de Irapuato. 
De los principales logros en el desempeño de la función es la aprobación del nuevo Reglamento orgánico de la Administración Municipal. En acuerdo con el presidente Municipal y la Comisión de Hacienda se generó la reorganización y reducción administrativa de más de 120 plazas, así como la aprobación de los Lineamientos de Austeridad, Racionalidad y Disciplina Presupuestal, con los cuales se han generado ahorros al erario municipal por más de 100 millones de pesos. Durante su papel como regidor se ha disminuido la deuda pública municipal en un 15% y se mejoró la calificación crediticia del municipio de AA- a AA (Fitch Ratings, 2017). Más de 1,800 gestiones ciudadanas en la oficina de la regiduría impactando aproximadamente a 6,900 ciudadanos.